# NGC 1155
NGC 1155 (również PGC 11233) – galaktyka soczewkowata (S0), znajdująca się w gwiazdozbiorze Erydanu. Odkrył ją Édouard Jean-Marie Stephan 15 grudnia 1876 roku.